# Jannik Robatsch
Jannik Robatsch, né le 28 décembre 2004 à Villach en Autriche, est un footballeur autrichien qui joue au poste de défenseur central au SK Austria Klagenfurt.

## Biographie

### En club
Né à Villach en Autriche, Jannik Robatsch joue notamment au ATUS Velden avant de poursuivre sa formation au SK Austria Klagenfurt. 
Il joue son premier match en équipe première le 31 août 2022, lors d'une rencontre de coupe d'Autriche face au Schwarz-Weiß Bregenz. Il entre en jeu à la place de Christopher Cvetko (en), et son équipe l'emporte par cinq buts à zéro.
Le 4 novembre 2023, il joue son premier match de première division autrichienne face au Wolfsberger AC. Il entre en jeu à la place de Turgay Gemicibaşi (en) et les deux équipes se neutralisent (1-1 score final).
Le 3 avril 2024, Robatsch prolonge son contrat avec le SK Austria Klagenfurt, étant désormais lié au club jusqu'en juin 2028.
Robatsch marque son premier but en professionnel le 29 septembre 2024, à l'occasion d'une rencontre de Bundesliga face au Grazer AK. Titulaire, il donne la victoire à son équipe en marquant le seul but de la partie, en reprenant de la tête un corner tiré par Christopher Wernitznig,.